# 암캐 (영화)
암캐(La Chienne, The Bitch)는 프랑스에서 제작된 장 르누아르 감독의 1931년 영화이다. 미셸 시몽 등이 주연으로 출연하였고 찰스 데이빗 등이 제작에 참여하였다.

## 출연

### 주연
- 미셸 시몽

## 제작진
- 미술: 가브리엘 스코그네밀로